# Зимнее (Омская область)
Зимнее — упразднённая деревня в Тевризском районе Омской области России. Входила в состав Иваново-Мысского сельсовета. Исключена из учётных данных в 1964 году.

## География
Деревня находилась в правом берегу реки Кокша у безымянного пруда, на расстоянии примерно 10 километров (по прямой) к востоку-юго-востоку от центра сельсовета села Иванов Мыс.

## История
Основана в 1770 г. По данным 1928 года юрты Зимние состояли из 17 хозяйств. В административном отношении входили в состав Тайчинского сельсовета Тевризского района Тарского округа Сибирского края. С 1954 г. в составе Иваново-Мысского сельсовета. Упразднена в 1964 г.

## Население
По данным переписи 1926 года в юртах проживало 69 человек (34 мужчины и 35 женщин), основное население — бухарцы.